# 데즈먼드 투투 HIV 재단

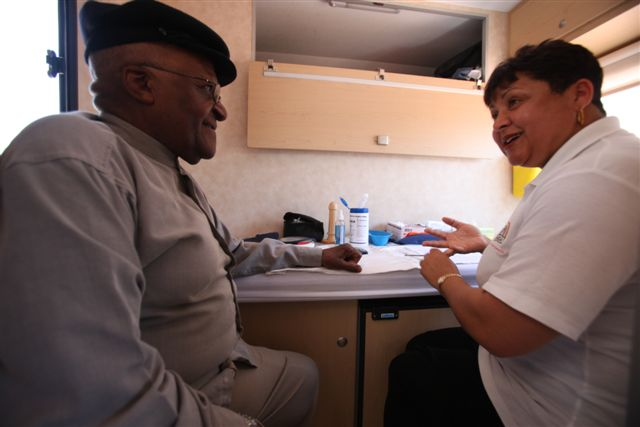

데즈먼드 투투 HIV 재단(Desmond Tutu HIV Foundation, DTHF)은 후천면역결핍증후군 연구를 수행하고 치료를 제공하기 위해 설립된 비영리 단체이다. 남아프리카 공화국 케이프타운에 기반을 두고 있으며 케이프타운 대학교의 데즈먼드 투투 HIV 센터에서 관리하고 있다.